# Ладюк, Василий Владимирович
Василий Владимирович Ладюк (род. 14 декабря 1978, Прага) — российский оперный певец (баритон). Является ведущим солистом Московского Театра «Новая Опера». Солист Пермского театра оперы и балета имени П. И. Чайковского. В качестве приглашённого солиста принимает участие в оперных постановках ведущих оперных театров России и мира (Большой театр, Мариинский театр, Метрополитен Опера, Хьюстон Гранд Опера, театр Ла Фениче (Венеция), Норвежская королевская опера, Teatro Regio (Турин) и др.). Заслуженный артист Российской Федерации (2023).

## Биография
Родился в семье военного музыканта.
Певческий дар обнаружили у мальчика ещё в детском саду, когда он на одном из утренников спел песню «Крейсер Аврора», с этого и началась его музыкальная биография.
В 1997 году с отличием окончил Московское хоровое училище им. А. В. Свешникова.
В 2001 году окончил вокальный и дирижёрско-хоровой факультеты Академии хорового искусства (с 2009 г. — имени В. С. Попова).
С 2001 по 2004 годы обучался в аспирантуре Академии хорового искусства (класс профессора Дмитрия Юрьевича Вдовина).
Совершенствовал вокальную технику в мастер-классах театров Ла Скала, Метрополитен-опера, Хьюстон Гранд Опера (2002—2005 гг.).
Международная карьера певца началась в 2005 году после победы на конкурсах имени Франсиско Виньяса в Барселоне (Гран-при и приз зрительских симпатий), «Опералия» Пласидо Доминго в Мадриде (I премия) и конкурсе вокалистов в Сидзуоке, Японии (Гран-при).
С 2003 по 2020 год был солистом Московского Театра «Новая Опера» им. Е. В. Колобова, а с 2007 года — приглашённый солист Большого театра.
С сезона 2020/21 солист Пермской оперы.
В России также принимал участие в постановках Мариинского театра, Михайловского театра, Красноярского театра оперы и балета, Татарского академического государственного театра оперы и балета имени Мусы Джалиля.
Сотрудничал с выдающимися дирижёрами и режиссёрами, среди которых Валерий Гергиев, Пласидо Доминго, Владимир Спиваков, Владимир Федосеев, Михаил Плетнев, Дмитрий Юровский, Джеймс Конлон, Джанандреа Нозеда, Андрей Кончаловский, Дмитрий Черняков, Франческа Замбелло, Каспер Холтен.
География зарубежных выступлений Василия Ладюка включает в себя Милан и Лондон, Венецию и Турин, Брюссель и Осло, Нью-Йорк и Токио.
Кроме того, принимал участие в спектакле «Милый друг», посвященном Петру Ильичу Чайковскому и Надежде Филаретовне фон Мекк, который был поставлен в Букингемском дворце при содействии принца Чарльза.
Участвует в творческих проектах Владимира Спивакова и Национального филармонического оркестра России, в частности в фестивале «Владимир Спиваков приглашает…», Международном музыкальном фестивале в Кольмаре (Франция). Сотрудничает с другими ведущими российскими музыкальными коллективами. Принимает участие в различных музыкальных фестивалях, в том числе в фестивале искусств «Черешневый лес» и фестивале Дениса Мацуева «Крещендо».
Является художественным руководителем Музыкального фестиваля «Опера Live» события которого проходят в Москве и Санкт-Петербурге. В рамках фестиваля были проведены гала-концерты, посвященные Елене Образцовой (сборы от концертов были переведены фонду Елены Образцовой для установки мемориальных досок в Москве и Санкт-Петербурге).
Василий Ладюк также участвует в благотворительных проектах «Белый пароход. Поющие реки России», активно сотрудничает с Благотворительным фондом «Лукойл». На собственные средства артист учредил ежегодную премию для наиболее успешных студентов Академии хорового искусства имени В. С. Попова.
В репертуаре В.Ладюка свыше 30 оперных и кантатно-ораторных партий.
Ведет активную концертную деятельность, при этом концертный репертуар певца включает в себя не только классические произведения, но и песни советских и российских композиторов, на основе которых к 70-летию Великой Победы была подготовлена и с успехом показана в Москве и Оренбурге сольная концертная программа «Песни нашей Родины». В качестве специального гостя в программе принимала участие А. Н. Пахмутова. Неоднократно выступал на торжественных приемах, приуроченных к знаменательным датам отечественной истории: Днях славянской письменности и культуры, фестивале искусств «Славянский базар в Витебске», концертах к 70-летию Победы. Неоднократно выступал на торжественных приемах Президента РФ В. В. Путина в честь ветеранов Великой Отечественной войны в Георгиевском зале Московского Кремля; подготовил и исполнял тематические программы «Песни военных лет», «Нам дороги эти позабыть нельзя», «Песни нашей Родины. О войне, о мире, о любви».
14 мая 2012 года на сцене ГБКЗ им. С.Сайдашева прошел концерт «Звезды оперы XXI века» с участием молодых и талантливых музыкантов — Василия Ладюка, Алины Яровой, Петра Дмитриева.
21 сентября 2014 года принял участие в концерте «Песни нашей Родины» который состоялся в Большом Зале Московской Консерватории.
9 марта 2022 года принял участие в концерте памяти Дмитрия Хворостовского «Музыка души и сердца» который состоялся в Концертном зале имени П. И. Чайковского. В сентябре 2022 года Василий Ладюк выступил с Центральным военным оркестром Минобороны РФ вместе с Олегом Газмановым, Сергеем Мазаевым и Shaman. В 2023 году приготовил концерт к Дню Победы.

## Личная жизнь
Его жена Анна Ладюк и дочь Вера. С женой давно не живёт. Дочь очень любит. Дочь уже сама гастролирует с детским музыкальным театром.

## Международная карьера
| Год                        | Театр                                                                     | Опера                                    | Партия                  |
| -------------------------- | ------------------------------------------------------------------------- | ---------------------------------------- | ----------------------- |
| март-апрель 2006           | театр Ла Монне (Брюссель)                                                 | «Борис Годунов»                          | Андрей Щелкалов         |
| май-июнь 2006              | театр «Лисео» (Барселона)                                                 | «Мадам Баттерфляй»                       | Принц Ямадори           |
| 2007                       | Метрополитен Опера (США)                                                  | «Война и мир»                            | Андрей Болконский       |
| март-апрель 2009           | Метрополитен Опера (США)                                                  | «Паяцы»                                  | Сильвио                 |
| сентябрь 2009              | Театр Ла Фениче (Венеция)                                                 | «Травиата»                               | Жорж Жермон             |
| апрель-май 2010            | Хьюстон Гранд Опера (США)                                                 | «Пиковая дама»                           | Елецкий                 |
| октябрь 2010               | театр Реджио (Турин)                                                      | «Борис Годунов»                          | Андрей Щелкалов         |
| декабрь 2010 — январь 2011 | Норвежская королевская опера (Осло)                                       | «Евгений Онегин»                         | Онегин                  |
| май 2011                   | Метрополитен Опера (США)                                                  | «Ариадна на Наксосе»                     | Арлекин                 |
| январь — февраль 2012      | Норвежская королевская опера (Осло)                                       | «Богема»                                 | Марсель                 |
| март 2012                  | Opera North Carolina (США)                                                | «Евгений Онегин»                         | Онегин                  |
| июнь 2012                  | Coro de la Ópera de Las Palmas                                            | «Искатели жемчуга»                       | Зурга                   |
| март 2013                  | Национальный театр Лимы (Перу)                                            | «Atahualpa»                              | Франциско Писарро       |
| май 2013                   | театр Реджио (Турин)                                                      | «Евгений Онегин»                         | Онегин                  |
| январь — февраль 2014      | Норвежская королевская опера (Осло)                                       | «Богема»                                 | Марсель                 |
| май 2014                   | концертный зал Zenith de Saint Étienne Métropole (г. Сент-Этьен, Франция) | кантата «Кармина Бурана»                 | партия Баритона — соло. |
| июль 2014                  | Smetana Hall, Municipal House (Прага)                                     | «Травиата» (концертное исполнение)       | Жорж Жермон             |
| июль 2014                  | филармония Люксембурга                                                    | «Евгений Онегин» (концертное исполнение) | Онегин                  |
| июнь 2015                  | театр «Реджио» (Турин)                                                    | «Фауст»                                  | Валентин                |

## Участие в постановках российских оперных театров
На сцене Большого театра исполнял партии Елецкого в опере «Пиковая дама» (постановка В.Фокина), Онегина в опере «Евгений Онегин» (постановка Д.Чернякова), Жоржа Жермона в опере «Травиата» (постановка Франчески Замбелло), Марселя в опере «Богема», Родриго ди Позы в опере «Дон Карлос» (постановка Эдриана Ноубла, дебют в этой партии состоялся 05 февраля 2015 года).
Участвовал в постановке оперы «Любовный напиток» (Белькоре) в Михайловском театре.
В Мариинском театре исполнял партию Онегина в опере «Евгений Онегин».
Вместе с Еленой Образцовой принимал участие в спектакле «Пиковая дама» Красноярского театра оперы и балета (Елецкий).
На сцене Татарского академического государственного театра оперы и балета имени Мусы Джалиля исполнил партию Белькоре в опере «Любовный напиток» (концертное исполнение, июль 2014 года) и партию Евгения Онегина в опере «Евгений Онегин» (февраль 2015 года).
Партии в спектаклях Московского Театра «Новая Опера»:
- «Ромео и Джульетта» Ш.Гуно (Меркуцио)
- «Евгений Онегин» П. И. Чайковского (Онегин)
- «Иоланта» П. И. Чайковского (Роберт)
- «Любовный напиток» Г. Доницетти (Белькоре)
- «Травиата» Дж. Верди (Жорж Жермон)
- «Искатели жемчуга» Ж. Бизе (Зурга)
- «Волшебная флейта» В. А. Моцарта (Папагено)
- «Паяцы» Р. Леонкавалло (Пролог, Сильвио)
- «Севильский цирюльник» В. А. Моцарта (Фигаро)
- «Борис Годунов» М. П. Мусоргского (Андрей Щелкалов)
- «Пиковая дама» П. И. Чайковского (Елецкий)
- Партии баритона в кантате «Кармина Бурана» К.Орфа, в «Мессе ди Глория» Дж. Пуччини
- Партии в постановках: «Bravissimo!» (музыкальное действо), «Opera&Jazz» (праздничное шоу), «Мария Каллас» (музыкальное приношение), «Парад баритонов и басов» (гала-концерт), «Россини» (музыкальный дивертисмент), Приношение Евгению Колобову (концерт), Романсы П. И. Чайковского и С. В. Рахманинова (концерт), «Иоганн Штраус, король вальсов» (гала-концерт) «Вива, Верди!» (гала-концерт), «Все это опера!» (театрализованное представление).

## Награды и премии
- Международный конкурс им. Франсиско Виньяса в Барселоне (Испания, 2005) — Гран-при и приз зрительских симпатий[1].
- Международный конкурс Пласидо Доминго «Operalia» в Мадриде (Испания, 2005) — I премия[1].
- Международный конкурс «Shizuoka International Opera Competition» в Сидзуоко (Япония, 2005) — Гран-при.
- Лауреат молодёжной премии «Триумф» в области литературы и искусства (2009).
- Лауреат премии имени Олега Янковского «Творческое открытие 2011—2012».
- Премия ФСБ России (2019—2020) в номинации «Музыкальное искусство» — за активное личное участие в патриотических творческих проектах, оказание содействия органам безопасности в духовно-нравственном воспитании сотрудников
- Заслуженный артист Российской Федерации (23 октября 2023 года) — за заслуги в развитии отечественной культуры и искусства, многолетнюю плодотворную деятельность[4].

## Репертуар
- Меркуцио — «Ромео и Джульетта» Ш.Гуно
- Валентин — «Фауст» Ш.Гуно
- Родриго ди Поза — «Дон Карлос» Дж. Верди
- Онегин — «Евгений Онегин» П. И. Чайковского
- Елецкий — «Пиковая дама» П. И. Чайковского
- Роберт — «Иоланта» П. И. Чайковского
- Белькоре — «Любовный напиток» Г. Доницетти
- Жорж Жермон — «Травиата» Дж. Верди
- Зурга — «Искатели жемчуга» Ж. Бизе
- Папагено — «Волшебная флейта» В. А. Моцарта
- Пролог, Сильвио — «Паяцы» Р. Леонкавалло
- Фигаро — «Севильский цирюльник» Дж. Россини
- Андрей Щелкалов — «Борис Годунов» М. П. Мусоргского
- князь Андрей Болконский — «Война и мир» С. С. Прокофьева
- Марсель — «Богема» Дж. Пуччини
- Арлекин — «Ариадна на Наксосе» Р.Штрауса
- Партии солиста — баритона в кантате «Кармина Бурана» К.Орфа, в кантатах С.Рахманинова «Весна» и «Колокола», в «Мессе ди Глория» Дж. Пуччини.
- Кантата для баса — соло № 82 «У меня достаток» (BWV 82 «Ich habe genug») И. — С. Баха.